# Dave Franco
David John 'Dave' Franco (Palo Alto, Kalifornia, 1985. június 12. –) amerikai színész, filmrendező. A szintén színész James Franco és Tom Franco öccse.
Pályafutását kisebb mellékszerepekben kezdte, olyan filmekben, mint a Superbad, avagy miért ciki a szex? (2007) vagy a Charlie St. Cloud halála és élete (2010). Miután a Dokik című vígjátéksorozat kilencedik évadjában feltűnt, fontosabb mellékszerepet kapott a 21 Jump Street – A kopasz osztag című 2012-es akcióvígjátékban.
Játszott továbbá a Frászkarika (2011), a Szemfényvesztők (2013), a Rossz szomszédság (2014), a Szemfényvesztők 2. (2016), az Idegpálya (2016) és A katasztrófaművész (2017) című filmekben.
Filmrendezőként 2020-ban debütált A titkok háza című horrorfilmmel, melyben felesége, Alison Brie is szerepel.

## Fiatalkora
Dave Franco a kaliforniai Palo Alto-ban született és nőtt fel. Édesanyja, Betsy költő és író, édesapja Doug 2011-ben elhunyt. Két testvére van, Tom és James Franco. Édesanyja orosz zsidó bevándorlók leszármazottja, édesapja révén pedig svéd és portugál felmenői vannak.

## Pályafutása
2006-ban debütált a Hetedik mennyország című sorozatban. Ezután több televíziós sorozatban szerepelt, többek között a Greek, a szövetség, a Kőgazdagok és a Dokik epizódjaiban. 2010-től főként mozifilmekben játszik.
2012-ben ő és testvére, James szerepelt a Shalom Life "50 legvonzóbb zsidó férfi" listáján.

## Magánélete
2012-től Alison Brie színésznővel él párkapcsolatban, 2015 augusztusában eljegyezték egymást. 2017. március 13-án tették közzé a hírt, miszerint egy privát ceremónia keretén belül összeházasodtak.
Brie 2017-ben Larry Kingnek adott interjújában elárulta, hogy nem akar gyereket.

## Filmográfia

### Film

#### Rendező, író és producer
| Év   | Magyar cím                 | Eredeti cím             | Feladatkör | Feladatkör | Feladatkör | Megjegyzések |
| Év   | Magyar cím                 | Eredeti cím             | Rendező    | Író        | Producer   | Megjegyzések |
| ---- | -------------------------- | ----------------------- | ---------- | ---------- | ---------- | ------------ |
| 2009 |                            | A Fuchsia Elephant      | Nem        | Nem        | Igen       | rövidfilm    |
| 2012 |                            | Would You               | Nem        | Igen       | Nem        | rövidfilm    |
| 2020 | Zola – Egy eszelős hétvége | Zola                    | Nem        | Nem        | Igen       |              |
| 2020 | A titkok háza              | The Rental              | Igen       | Igen       | Igen       |              |
| 2023 | Ismerős a múltból          | Somebody I Used to Know | Igen       | Igen       | Vezető     |              |

#### Színész
| Év   | Magyar cím                            | Eredeti cím                    | Szerep                   | Magyar hang     | Rendező                              |
| ---- | ------------------------------------- | ------------------------------ | ------------------------ | --------------- | ------------------------------------ |
| 2007 | Kusza kapcsolatok                     | After Sex                      | Sam                      | Előd Álmos      | Eric Amadio                          |
| 2007 | Superbad, avagy miért ciki a szex?    | Superbad                       | Greg, a focista          |                 | Greg Mottola                         |
| 2008 | Milk                                  | Milk                           | telefonáló               |                 | Gus Van Sant                         |
| 2009 | Az ösvény                             | The Shortcut                   | Mark                     |                 | Nicholaus Goossen                    |
| 2010 | Greenberg                             | Greenberg                      | Rich                     | Szalay Csongor  | Noah Baumbach                        |
| 2010 | Charlie St. Cloud halála és élete     | Charlie St. Cloud              | Timothy Patrick Sullivan | Stern Dániel    | Burr Steers                          |
| 2011 |                                       | The Broken Tower               | Hart Crane fiatalon      |                 | James Franco (1.)                    |
| 2011 | Frászkarika                           | Fright Night                   | Marc                     | Molnár Levente  | Craig Gillespie                      |
| 2012 | 21 Jump Street – A kopasz osztag      | 21 Jump Street                 | Eric Molson              | Szatory Dávid   | Phil Lord és Christopher Miller (1.) |
| 2013 | Eleven testek                         | Warm Bodies                    | Perry Kelvin             | Előd Álmos      | Jonathan Levine                      |
| 2013 | Szemfényvesztők                       | Now You See Me                 | Jack Wilder              | Varju Kálmán    | Louis Leterrier                      |
| 2014 | A Lego-kaland                         | The Lego Movie                 | Wally (hangja)           | Baradlay Viktor | Phil Lord és Christopher Miller (2.) |
| 2014 | Rossz szomszédság                     | Neighbors                      | Pete Regazolli           | Hamvas Dániel   | Nicholas Stoller (1.)                |
| 2014 | 22 Jump Street – A túlkoros osztag    | 22 Jump Street                 | Eric Molson (cameo)      | Szatory Dávid   | Phil Lord és Christopher Miller (3.) |
| 2015 | Üzlet bármi áron                      | Unfinished Business            | Mike Kolbi               | Hamvas Dániel   | Ken Scott                            |
| 2016 | Rossz szomszédság 2.                  | Neighbors 2: Sorority Rising   | Pete Regazolli           | Hamvas Dániel   | Nicholas Stoller (2.)                |
| 2016 | Szemfényvesztők 2.                    | Now You See Me: The Second Act | Jack Wilder              | Hamvas Dániel   | Jon M. Chu                           |
| 2016 | Idegpálya                             | Nerve                          | Ian / Sam                | Hamvas Dániel   | Henry Joost                          |
| 2016 | Idegpálya                             | Nerve                          | Ian / Sam                | Hamvas Dániel   | Ariel Schulman                       |
| 2017 | Bővérű nővérek                        | The Little Hours               | Massetto                 | Hamvas Dániel   | Jeff Baena                           |
| 2017 | A katasztrófaművész                   | The Disaster Artist            | Greg Sestero             | Hamvas Dániel   | James Franco (2.)                    |
| 2017 | A Lego Ninjago film                   | The Lego Ninjago Movie         | Lloyd Garmadon (hangja)  | Baradlay Viktor | Charlie Bean                         |
| 2017 | A Lego Ninjago film                   | The Lego Ninjago Movie         | Lloyd Garmadon (hangja)  | Baradlay Viktor | Paul Fisher                          |
| 2017 | A Lego Ninjago film                   | The Lego Ninjago Movie         | Lloyd Garmadon (hangja)  | Baradlay Viktor | Bob Logan                            |
| 2018 |                                       | 6 Balloons                     | Seth                     |                 | Marja-Lewis Ryan                     |
| 2018 | Ha a Beale utca mesélni tudna         | If Beale Street Could Talk     | Levy                     | Hamvas Dániel   | Barry Jenkins                        |
| 2019 |                                       | Zeroville                      | Montgomery Clift         |                 | James Franco (3.)                    |
| 2019 | Six Underground – Hatan az alvilágból | 6 Underground                  | David / Hatos            | Hamvas Dániel   | Michael Bay                          |
| 2022 | Nappali műszak                        | Day Shift                      | Seth                     | Hamvas Dániel   | J. J. Perry                          |
| 2024 | Kivérző szerelem                      | Love Lies Bleeding             | JJ                       | Ágoston Péter   | Rose Glass                           |

Rövidfilmek
- 2006: Frat Bros. – A.J.
- 2009: A Fuchsia Elephant – Michael
- 2012: Would You – Dave

### Televízió
| Év        | Magyar cím             | Eredeti cím        | Szerep                          | Megjegyzések           |
| --------- | ---------------------- | ------------------ | ------------------------------- | ---------------------- |
| 2006      | Hetedik mennyország    | 7th Heaven         | Benjamin Bainsworth             | 1 epizód               |
| 2008      |                        | Do Not Disturb     | Gus                             | 5 epizód               |
| 2008      | Greek, a szövetség     | Greek              | Gonzo                           | 6 epizód               |
| 2008–2009 | Kőgazdagok             | Privileged         | Zachary                         | 5 epizód               |
| 2009–2010 | Dokik                  | Scrubs             | Cole Aaronson                   | 13 epizód              |
| 2011–2012 | Az igazság ifjú ligája | Young Justice      | Edward Nigma / Rébusz (hangja)  | 2 epizód               |
| 2014      | Balfékek               | Community          | cameo (stáblistán nem szerepel) | 1 epizód               |
| 2015      |                        | Other Space        | Chad Simpson                    | 2 epizód               |
| 2016      | BoJack Horseman        | BoJack Horseman    | Alexi Brosepheno (hangja)       | 1 epizód               |
| 2016–2019 | Easy                   | Easy               | Jeff                            | 4 epizód               |
| 2018      |                        | Little Big Awesome | Dave                            | 1 epizód               |
| 2021      |                        | The Now            | Ed Poole                        | főszereplő             |
| 2022      | Az afterparti          | The Afterparty     | Xavier                          | főszereplő             |
| 2022      |                        | Pam & Tommy        | vezető producer                 | minisorozat (8 epizód) |
| 2023–2024 |                        | Krapopolis         | Broseidon (hangja)              | 3 epizód               |

## Fordítás
- Ez a szócikk részben vagy egészben  a   Dave Franco című angol Wikipédia-szócikk fordításán alapul.  Az eredeti cikk szerkesztőit annak laptörténete sorolja fel. Ez a jelzés csupán a megfogalmazás eredetét és a szerzői jogokat jelzi, nem szolgál a cikkben szereplő információk forrásmegjelöléseként.